# 法國黑人
法國黑人（法語：Noirs en France），是指取得法國居留權的非洲裔和加勒比海裔的黑人。

## 人口統計
雖然法律禁止政府收集關於民族和種族的數據，據估計法國有1500000-1865000黑人居民，佔法國人口3-5%。據估計4/5黑人來自非洲，其餘的來自加勒比海。
一些組織，如法國的黑人協會代表委員會，主張引進少數群體數據的收集，但是已經被拒絕，理由是違背法國的世俗原則。